# Plator himalayaensis
Plator himalayaensis là một loài nhện trong họ Trochanteriidae. Loài này phân bố ở Ấn Độ.